# Agrostis bergiana
Agrostis bergiana é uma espécie de gramínea do gênero Agrostis, pertencente à família Poaceae.